# Александру Куедан
Александру Куедан (рум. Alexandru Cuedan, 26 вересня 1910, Орадя, Румунія — 9 травня 1976, Арад, Румунія) — румунський футболіст, що грав на позиції захисника, зокрема, за клуб «Рапід» (Бухарест), а також національну збірну Румунії.
Чотириразовий володар Кубка Румунії. 

## Клубна кар'єра
У футболі дебютував 1922 року виступами за команду «Олімпія» (Арад), в якій провів одинадцять сезонів. 
Своєю грою за цю команду привернув увагу представників тренерського штабу клубу «Рапід» (Бухарест), до складу якого приєднався 1933 року. Відіграв за бухарестську команду наступні шість сезонів своєї ігрової кар'єри.
Завершив професійну ігрову кар'єру у клубі «Олімпія» (Бухарест), за команду якого виступав протягом 1939—1940 років. Всього зіграв 75 матчів, забив три голи.

## Виступи за збірну
1934 року дебютував в офіційних матчах у складі національної збірної Румунії. Протягом кар'єри у національній команді, яка тривала 5 років, провів у її формі 8 матчів, забивши 2 голи.
Був присутній в заявці збірної на чемпіонаті світу 1934 року в Італії, але на поле не виходив.
Помер 9 травня 1976 року на 66-му році життя у місті Арад.

## Титули і досягнення
- Володар Кубка Румунії (4):

«Рапід» (Бухарест): 1934-1935, 1936-1937, 1937-1938, 1938-1939